# Leonhart Schroeter
Leonhart Schroeter (Torgau, Saxònia, 1532 o 1540 - Magdeburg, Saxònia-Anhalt, 1601 o 1595) fou un compositor alemany.
Fou cantor en la catedral de Magdeburg, quan succeí al també compositor Gallus Dressler (1533-1580).
De les seves composicions se'n conserven motets a 4 i 8 veus, que va compondre entre 1576 i 1587, i 55 peces a 4 i 7 veus sobre melodies protestants, i un Tedéum. La seva obra principal és, Hymni sacri, Erfurt, 1587.